# Lithgow
Lithgow é uma cidade na região dos Planaltos Centrais no estado de Nova Gales do Sul, Austrália. Em junho de 2018, Lithgow tinha uma população urbana estimada em 12.973.